# Supercoppa italiana 2022 (beach soccer)
La Supercoppa italiana 2022 si è disputata il 2 giugno 2022 a Pescara. È stata la diciottesima edizione di questo trofeo ed è stata vinta dal Catania per la sesta volta (record assoluto del trofeo).

## Partecipanti
| Squadre | Qualificazione                    | Partecipazioni precedenti (il grassetto indica la vittoria) |
| ------- | --------------------------------- | ----------------------------------------------------------- |
| Pisa    | Vincitore della Serie A 2021      | Nessuna                                                     |
| Catania | Vincitore della Coppa Italia 2021 | 8 (2005, 2006, 2007, 2009, 2012, 2016, 2019, 2021)          |

## Tabellino
| Arbitro: | Romani Fagnani Innaurato |

| |            |                                                                                              |
| Josep Junior 6st’, 10st’ Bruno Xavier 5tt’ Di Palma 12tt’                                                                        | Marcatori  | 1st’ Sanfilippo 11st’ Zurlo 3tt’ Borer 9tt’ Gori 12tt’ Be Martins                            |
| Casapieri Bruno Xavier Josep Junior Camillo Augusto Jordan Soares Negrini Barsotti Di Palma Di Tullio Marinai Montecalvo Vaglini | Formazioni | Paterniti Antonio Gori Be Martins Fred Battini De Nisi Sanfilippo Borer Zurlo Orofino Ilardi |
| Marrucci | Allenatori | Mendes                                                                                       |